# Södra Råda gamla kyrka (rekonstruktion)

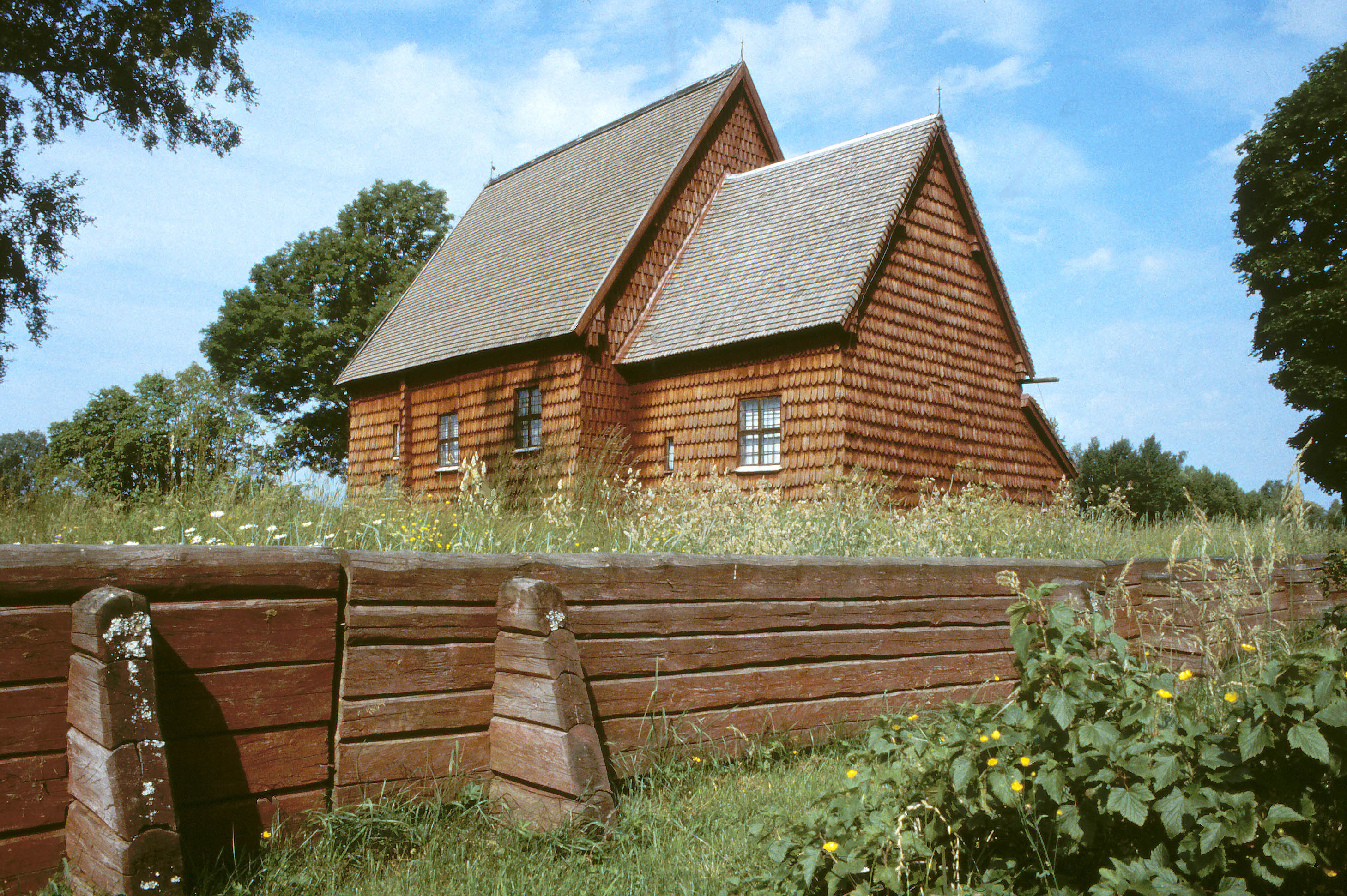
Den ursprungliga Södra Råda gamla kyrka före november 2001.

En rekonstruktion av Södra Råda gamla kyrka pågick under 14 år mellan 2007 och 2021. Under de första fem åren gick den under namnet Södra Rådaprojektet, och hade till syfte att rekonstruera den 2001 nedbrända Södra Råda gamla kyrka. Efter att Södra Rådaprojektet lades ner bedrevs rekonstruktionsarbetet av den ideella föreningen Södra Rådaakademien.

## Bakgrund
Södra Råda gamla kyrka från tidigt 1300-tal var en spånklädd timmerkyrka med ett långhus på 11,5 x 8,5 meter och ett kor på 5,5 x 5,5 meter. Kyrkan var därmed 17 meter lång.
Södra Råda gamla kyrka brändes ned till grunden i en anlagd brand i november 2001. Kvar av byggnaden blev endast ett eller två förkolnade stockvarv, i långhusets nordvästra del ytterligare några stockvarv. Bortsett från ett antal nedfalla förkolnade väggstockar, återstod ett upp till flera decimeter tjockt träkolslager med inbäddade byggnadsdetaljer och rester av föremål i glas eller metall. Efter branden 2001 påbörjades Södra Rådaprojektet av Riksantikvarieämbetet i syfte att först göra arkeologiska undersökningar, och senare att rekonstruera 1300-talskyrkan.
Riksantikvarieämbetet gjorde sommaren 2002 en arkeologisk byggnadsdokumentation och en arkeologisk provundersökning av Södra Råda gamla kyrkplats. Arkeologerna fann lämningar som tydde på att det kunde ha funnits en äldre byggnad, möjligen en tidigare kyrkobyggnad än den nedbrunna, på platsen. Tallarna till den brunna kyrkan hade avverkats 1302 till 1309.
Fortsatta grävningar genomfördes somrarna 2003 och 2004. De bekräftade att det funnits en äldre stavkyrka i ek av ganska enkel konstruktion på platsen före 1300-talskyrkan, troligen från mitten, eller från senare delen, av 1100-talet. Stavkyrkan uppskattades ha haft ett 6,5 meter långt och 4,5 meter brett långhus och ett 2,5 x 2,5 meter stort kor.
Utgrävningarna visade att platsen hade utnyttjats under lång tid under förhistorisk tid. Äldsta belägg var flintredskap, som troligen är från tidigneolitisk tid, omkring 4 000–3 300 före Kristus. På kyrkplatsen återfanns en härd från äldre järnålder och keramik. Fynden gav vid hand att platsen troligen använts kontinuerligt under hela järnåldern och in i vikingatid och tidig medeltid. Inget material i utredningen stödde dock att det platsen varit en kultplats före stavkyrkans uppförande.

## Rekonstruktionen

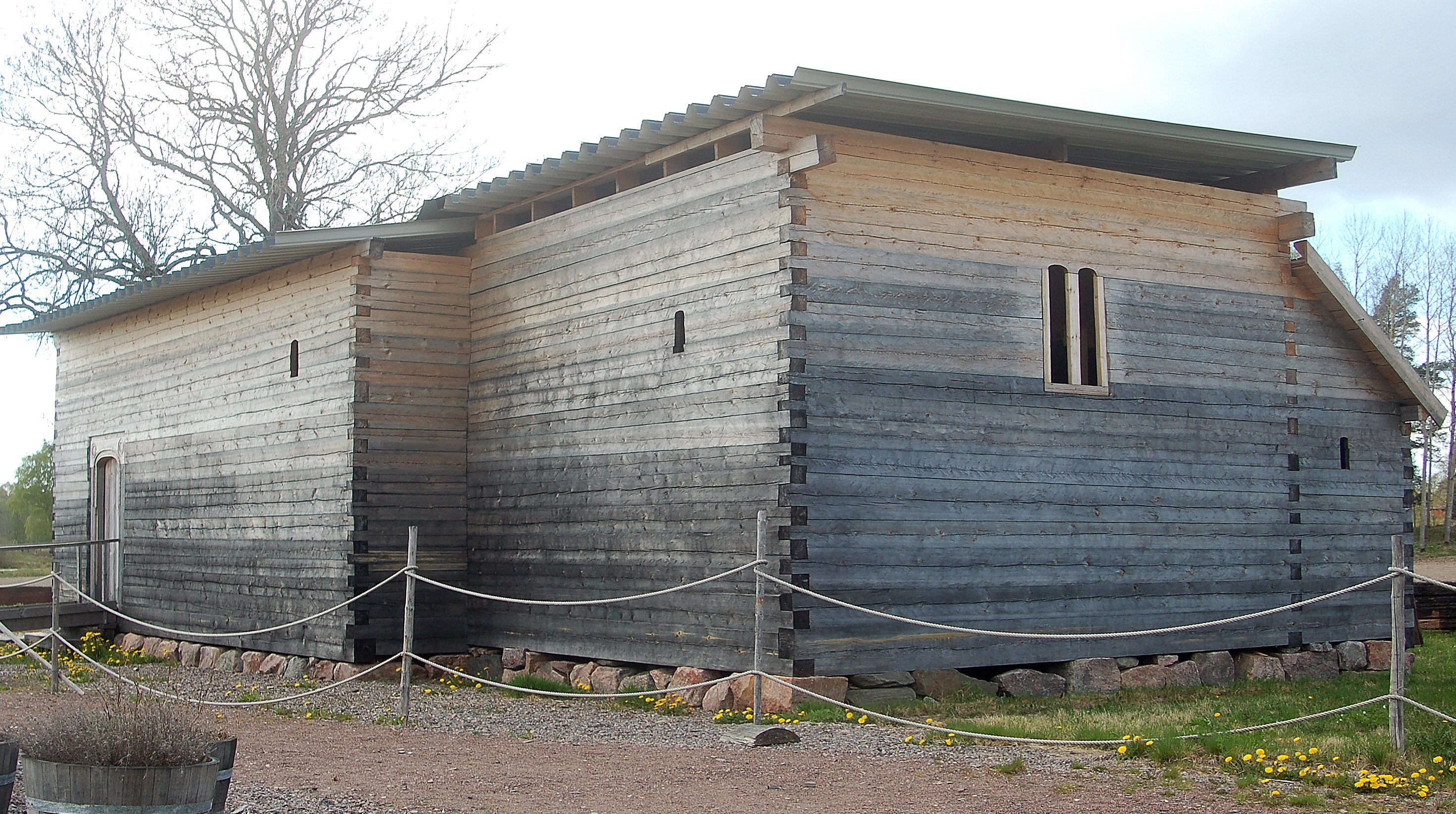
Timmerväggarna på den rekonstruerade kyrkobyggnaden

Rekonstruktionen, som påbörjades 2007, efter en rad byggnadshistoriska förstudier av Göteborgs universitet, syftade till att återskapa Södra Råda gamla kyrka sådan den tedde sig då den var nyuppförd i början av 1300-talet och då ännu endast koret hade fått sin målningsutsmyckning. Rekonstruktionen är samtidigt ett forskningsprojekt för att nå mer kunskap om medeltidens byggnadsteknik och materialhantering. Vid sidan av uppbyggnad av en museikyrka avses också att på ett eller annat sätt utveckla en besöksnäring i anslutning till den, både under byggnadsperioden och efteråt.
Rekonstruktion görs i huvudsak autentiskt, vilket innebär att gammal teknik används från virkesuttag i skogen, transport och bearbetning av virket, lyft samt skrädning av stockarna så långt som möjligt med verktyg av medeltida typ. Timmer från omkring 170 år gamla furor tas från den 14 hektar stora skogen Hökensås häradsallmänning. Rekonstruktionsarbetet hade 2013 kommit så långt att alla stockvarv till och med fönsteröppningarna var klara och att en taklagsfest för sakristian kunde hållas.
Arbetet med att rekonstruera kyrkobyggnaden färdigställdes 2021. Man hade då dock inte rekonstruerat de invändiga kyrkomålningarna som Södra Råda gamla kyrka var känd för. Den restaurerade kyrkobyggnaden invigdes officiellt den 4–6 juni 2022. Cirka 300 personer deltog vid invigningen. Redan under sommaren 2021 användes dock kyrkobyggnaden genom att den under helgerna hölls öppen för allmänheten.

## Andra timrade medeltidskyrkor som studerats i projektet
- Hammarö kyrka i Värmland, som synes ha uppförts vid samma tid och eventuellt av samma hantverkare.
- Tångeråsa kyrka i Närke, möjligen den mest välbevarade medeltida träkyrkan i Sverige.

## Organisation
Arbetet med den nedbrunna Södra Råda gamla kyrka startade som Södra Rådaprojektet inom Riksantikvarieämbetet 2002 till 2004.
Projektet övertogs 2004 av Insamlingstiftelsen Södra Råda gamla kyrkplats. Bakom stiftelsen står Gullspångs kommun, Västra Götalandsregionen och Riksatikvarieämbetet. Stiftelsen äger numera fastigheten, där den gamla kyrkan stått och som den rekonstruerade kyrkan nu byggs på.
Södra Rådaprojektet avslutades vid årsskiftet 2011/12. Rekonstruktionsarbetet har därefter skötts av den under 2011 bildade ideella föreningen Södra Rådaakademien enligt ett avtal med stiftelsen. Ett första avtal för 2012 träffades i november 2011. Södra Rådaakademien utför rekonstruktionen, genomför forskning samt sköter kyrkplatsen som ett besöksmål för turister.
Institutionen för kulturvård vid  Göteborgs universitet, genom Hantverkslaboratoriet i Mariestad utför forskningsplanering och forskningsledning, också enligt avtal med stiftelsen.